# Dapedium
A Dapedium vagy Dapedius a csontos halak (Osteichthyes) főosztályának fosszilis Dapediiformes rendjébe, ezen belül a Dapediidae családjába tartozó nem.

## Tudnivalók
A Dapedium-fajok kezdetleges újúszójúak voltak, amelyek a késő triász és a középső jura korszakok között éltek, azokon a helyeken, ahol korábban Európa egyes részeit tenger fedte, valamint a közismert Tethys-óceánban. Körülbelül 215,56-171,6 millió évvel ezelőtt éltek. Ezek a halak főleg a kontinentális self területeket, valamint az árapálytérségeket választották élőhelyül, azonban kövületeiket megtalálták ősi lagúnákban és folyótorkolatokban is. Ennek a halnemnek a sok faját 8 országban és 40 lelőhelyen találták meg. Az országok a következők: Belgium, Franciaország, Németország, Olaszország, az Egyesült Királyság, Ausztria, Luxembourg és Svájc.
Ezek a halak körülbelül 9-40 centiméteresek lehettek. Testalkatuk szélesen ovális vagy majdnem kerek, ezt nagy rombuszalakú, vastag pikkelyek fedték. A fejükön csontos lemezek is voltak, főleg a szemek környékén. A mellúszóik és hasúszóik kicsik voltak, azonban hosszú hátúszó és farok alatti úszó összenőttek a farokúszóval. A farokúszó rövid, de vaskos volt; valószínűleg gyors irányváltást biztosított a halaknak. A felsző állcsontjaik előreugorhattak, mint sok modern halnál. A fogaik alapján kemény héjú állatokkal, például kagylókkal és tengerisünökkel táplálkozhattak.

## Rendszerezés
A nembe az alábbi 17-20 faj tartozik:
- Dapedium angulifer Agassiz, 1835
- Dapedium ballei Maxwell & López-Arbarello, 2018
- Dapedium caelatum Quenstedt, 1858
- Dapedium colei Agassiz, 1835
- Dapedium dorsalis Agassiz, 1836
- Dapedium granulatum Agassiz, 1835
- Dapedium magnevillei Agassiz, 1836
- Dapedium milloti Sauvage, 1891
- Dapedium noricum Tintori, 1983
- Dapedium orbis Agassiz, 1836
- Dapedium pholidotum Agassiz, 1832
- Dapedium politum Leach, 1822
- Dapedium punctatum Agassiz, 1835
- Dapedium radiatum Agassiz, 1836
- Dapedium stollorum Thies & Hauff, 2011
- ?Dapedius caelatus Quenstedt, 1858 - meglehet, hogy azonos a Dapedium caelatummal
- Dapedius costai Bassani, 1892
- Dapedius inornatus Henry, 1876
- ?Dapedius pholidotus Agassiz, 1832 - meglehet, hogy azonos a Dapedium pholidotummal
- ?Dapedius punctatus Agassiz, 1835 - meglehet, hogy azonos a Dapedium punctatummal

## Fordítás
- Ez a szócikk részben vagy egészben  a   Dapedium című angol Wikipédia-szócikk ezen változatának fordításán alapul.  Az eredeti cikk szerkesztőit annak laptörténete sorolja fel. Ez a jelzés csupán a megfogalmazás eredetét és a szerzői jogokat jelzi, nem szolgál a cikkben szereplő információk forrásmegjelöléseként.